# Sergei Lwowitsch Tolstoi

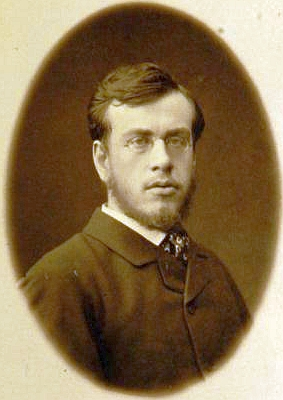
Sergei Tolstoi (1884)

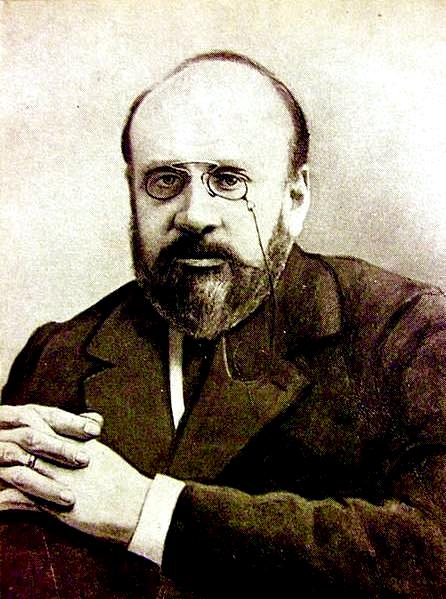
Sergei Tolstoi (1900er)

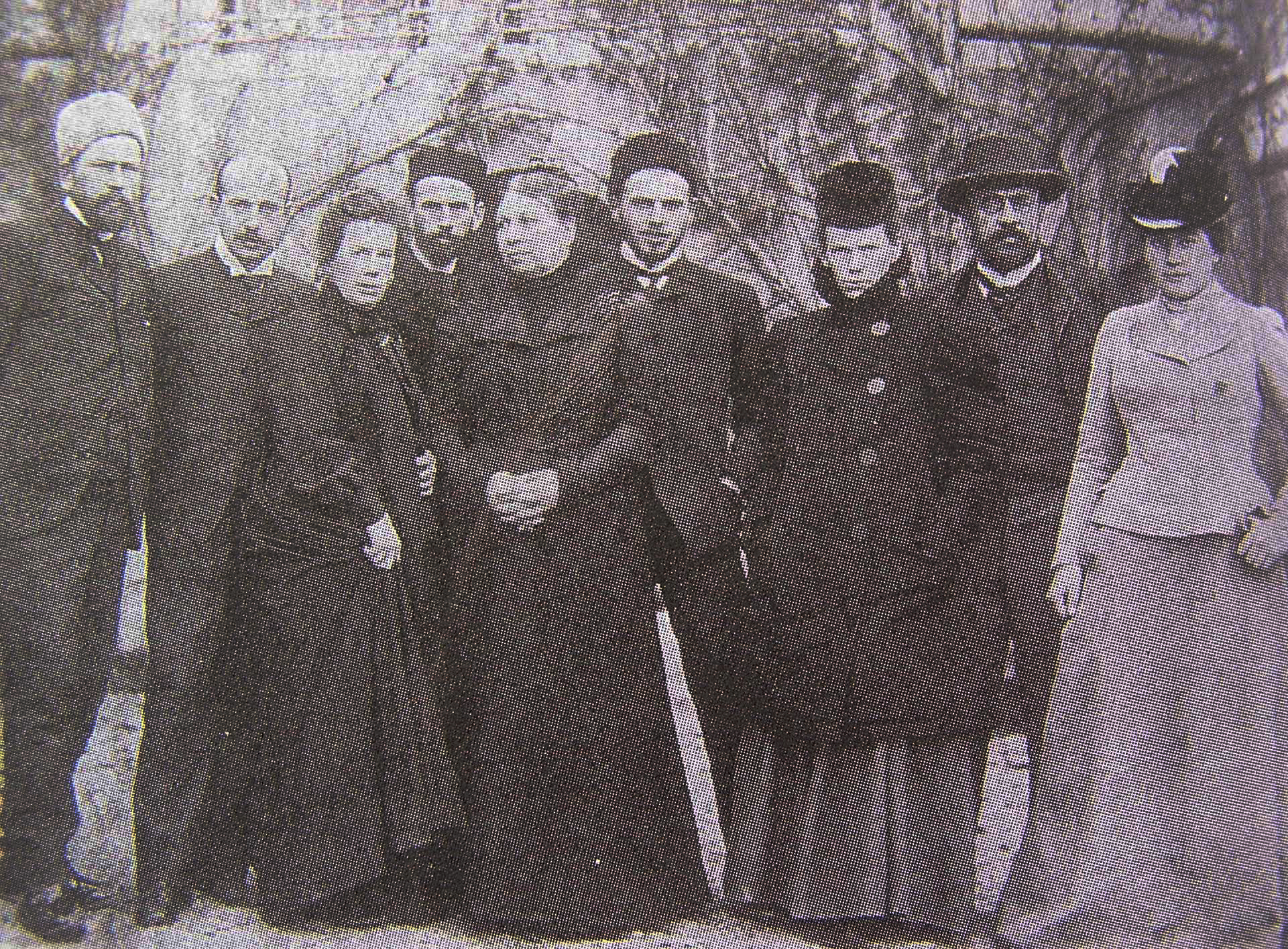
Sofja Tolstaja (Mitte) mit den acht erwachsenen Kindern (von links: Sergei, Andrei, Tatjana, Lew, Michail, Marija, Ilja und Aleksandra)

Graf Sergei Lwowitsch Tolstoi (russisch Сергей Львович Толстой, wissenschaftliche Transliteration Sergej L'vovič Tolstoj; geboren am 10. Juli 1863 in Jasnaja Poljana; gestorben am 23. Dezember 1947 in Moskau), auch Sergei Lvovich Tolstoy, war ein russischer Komponist und Musikethnologe. Er gehörte zu den ersten Europäern, die eine eingehende Studie über die Musik Indiens durchführten. Er war auch ein Mitarbeiter des Sufi-Mystikers Inayat Khan und half den Duchoborzen, nach Kanada zu ziehen.

## Leben
Er war das älteste Kind von Lew Tolstoi und seiner Frau Sofja. Er studierte Naturwissenschaften an der Universität von Moskau und war Vertreter des Semstwo und Berater der Moskauer Stadtduma. Am 10. Juni 1895 heiratete er Marija K. Ratschinskaja, Tochter von Konstantin A. Ratschinski (Direktor der Petrowskojer Landwirtschaftsakademie). Tolstoi wurde Komponist und Musikkritiker unter dem Pseudonym S. Brodinski (С. Бродинский). Er war seinem sterbenden Vater in Astapowo nahe. Später schrieb er eine Abhandlung (übersetzt ins Englische mit dem Titel Tolstoi, an den sich sein Sohn erinnert, die in den frühen 1960er Jahren in New York veröffentlicht wurde). Nach der Revolution gründete er zusammen mit seiner Mutter und seinen Schwestern das Tolstoi-Museum. Er starb 1947 in Moskau, ohne Russland verlassen zu haben.

## Auszeichnungen
- Orden des Roten Banners der Arbeit